# 蓑草鞋

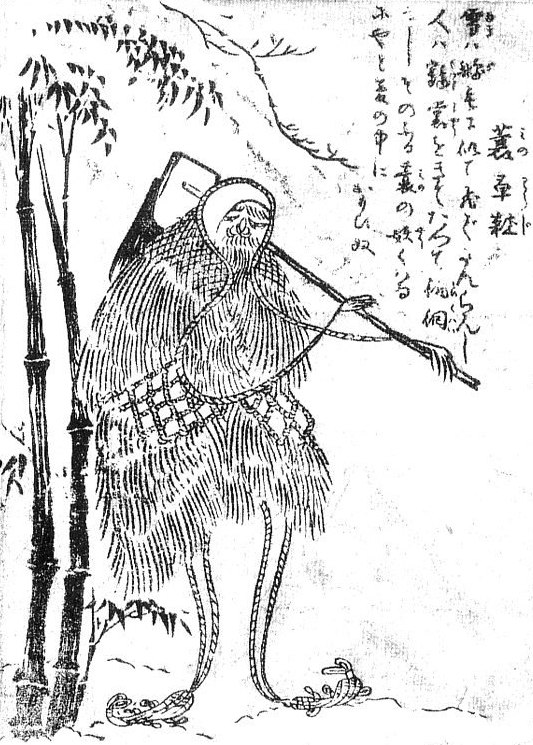
鳥山石燕『百器徒然袋』より「蓑草鞋」

蓑草鞋（みのわらじ）は、鳥山石燕の妖怪画集『百器徒然袋』にある日本の妖怪。
雪のつもっている竹林の中を蓑（みの）が胴体、草鞋（わらじ）が両脚となり、鍬（くわ）をかついだ姿で描かれている。『百鬼夜行絵巻』や『付喪神絵巻』に草鞋や蓑をモチーフとして描かれた妖怪は存在しているので、それらから石燕が着想を得て描いたものであろうと考えられている。

## 平成以後の解説
凶作が続いた時期に年貢を厳しく取り立てられた農民の怨みの念が、古い蓑や草鞋に乗り移って付喪神と化したものと解説されることもある。蓑は来訪神の多くが身に纏っているように呪力があるものとされ、また草鞋も妖怪を避けるためによく呪物として使用されており、そのような器物は呪力によって妖怪化しやすいと考えられていたともされる。